# ANA Aeroportos de Portugal
ANA Aeroportos de Portugal (ANA) ist ein portugiesischer Flughafenbetreiber, der für sieben Flughäfen im Land verantwortlich ist. Der Sitz des Unternehmens liegt am Flughafen Humberto Delgado Lissabon.

## Geschichte
Die heute als privatrechtlich organisierte Aktiengesellschaft in Staatsbesitz geführte ANA entstand 1998 aus der Spaltung der ehemaligen behördlich geführten Aeroportos e Navegação Aérea EP in ANA und die für die zivile Flugsicherung zuständige Navegação Aérea de Portugal (NAV Portugal), die weiterhin als Behörde geführt wird.

## Flughäfen
ANA betreibt drei Zivilflughäfen auf dem portugiesischen Festland (Flughafen Lissabon-Portela, Flughafen Porto und Flughafen Faro), sowie vier Flughäfen auf den Azoren (Flughafen Flores, Flughafen Horta, Flughafen Ponta Delgada und den Flughafen Santa Maria); außerdem wird auf dem Festland ein ziviler Terminal auf dem Militärflugplatz Beja betrieben. Die Flughäfen der ANA fertigten 2022 insgesamt 55,7 Mio. Passagiere ab (davon alleine 28,2 Mio. in Lissabon).
Über die 70-%-Tochtergesellschaft ANAM (Aeroportos e Navegação Aérea da Madeira, S.A.) werden auf der Inselgruppe Madeira die Flughäfen Madeira und Porto Santo betrieben. Eine 49-%-Beteiligung am Flughafen Macau, dessen 15-jährige Konzession im September 2011 auslief, wurde im Sommer 2011 an den chinesischen Partner verkauft.

## Privatisierung
Im Dezember 2012 wurde von der portugiesischen Regierung die Privatisierung der ANA entschieden. In einem Bieterverfahren wurde das Unternehmen an den französischen Baukonzern Vinci veräußert.